# Казахский научно-исследовательский ветеринарный институт
ТОО «Казахский научно-исследовательский ветеринарный институт» (ТОО «КазНИВИ») является ведущим научным учреждением республики в области ветеринарии, в котором проводятся исследования и внедрение научных разработок во всех регионах Казахстана, осуществляется оперативная связь на местах с государственными, общественными структурами и частными компаниями.

## История
ТОО «Казахский научно-исследовательский ветеринарный институт» (ТОО «КазНИВИ») – первенец казахстанской науки основан на базе Губернской ветеринарно-бактериологической лаборатории, организованной в городе Оренбург 14 января 1905 года.

В 1919 году Ветеринарно-бактериологическая лаборатория в Оренбурге была преобразована Ветеринарным Управлением Казнаркомзема в Центральную ветеринарно-бактериологическую лабораторию, которая в 1923 году переименована в Казахскую Краевую ветеринарно-бактериологическую лабораторию, а в апреле1925 г. она преобразована КазЦИКом в Казахский Краевой ветеринарно-бактериологический институт и осенью того же года был переведен из города Оренбурга в новую столицу Казахстана город Кзыл-Орду.
Постановлением Совета Народных Комиссаров Казахской АССР от 5 сентября 1928 года № 37 было принято решение перевести Казахский Краевой ветеринарно-бактериологический институт из города Кзыл-Орды в третью столицу Казахстана город Алма-Ату.

19 января 1940 года Постановлением Совета Народных Комиссаров Казахской ССР и ЦК КП(б) Казахстана № 805/б Алма-Атинская (Казахская) научно-исследовательская ветеринарная опытная станция (КазНИВОС) реорганизована в Казахский научно-исследовательский ветеринарный институт (КазНИВИ).
К настоящему времени КазНИВИ является ведущим научным учреждением республики в области ветеринарии  и координатором всей ветеринарной науки Казахстана.

## Основные направления деятельности
Специализация: 
Научное обеспечение диагностики, профилактики и лечения сельскохозяйственных животных и птиц.

Основные научные достижения института: 

За последние годы разработано:
- 6 диагностических препаратов (набор для серологической диагностики токсоплазмоза и токсоплазмносительства  животных; для серологической диагностики эпизоотического лимфангита лошадей; для диагностики трипаносомоза  и др),
- 13 вакцинных препаратов ( против ценуроза овец; неживая вакцина для иммунизации сельскохозяйственных животных против бруцеллеза; против некробактериоза животных; инактивированная вакцина для профилактики туберкулеза; против ротавирусной инфекции и др) ;
- 5 лечебных препаратов ( эндомет; некробактерин; химиотерапевтический препарат для  профилактики бруцеллёза животных  и др). 

Внедрены высокоэффективные диагностические , профилактические и терапевтические препараты , средства и методы на основе использования биотехнологических приемов для борьбы с регистрируемыми в Республики Казахстан инфекционными ( бруцеллез, туберкулез, лейкоз, сальмонеллёз, чума, пастереллез, ящур, болезнь Гамборо, инфекционный ларинготрахеит птиц и др) гельминтозными и незарзными болезнями сельскохозяйственных животных и птиц .

## Структура
В институте функционирует 2 совета, 11 филиалов, 5 отделов и 3 лаборатории .

Литература
1. У истоков становления Казахского научно-исследовательского ветеринарного института // Вестник сельскохозяйственной науки Казахстана. -

Алматы, 2002. - № 7. - С. 3-10
2. Историческая литература о возникновении первых научно-исследовательских учреждений в Казахстане // Ветеринария. - с. Абай 
Алматинской обл., 2010. -  № 6. - С. 68-72
3. Возникновение и становление науки в Казахстане (конец XIX в. - 20-е гг. XX в.) // Ветеринария. - с. Абай, Алматинской обл., 2016. -
№ 2. - С. 67-71.